# Beba Veche
Beba Veche (Duits: Altbeba, Hongaars: Óbéba) is een gemeente in het Roemeense district Timiș en ligt in de regio Banaat in het westen van Roemenië. De gemeente telt 1602 inwoners (2005). Beba Veche is het uiterst westelijke punt van Roemenië. Het dorp Beba Veche was de geboorteplaats van Ödön Téry, een belangrijk bergbeklimmer die als eerste een aantal toppen van het Tatragebergte beklommen heeft. In 2006 werd er een standbeeld van Ödön Téry in Beba Veche opgezet.

## Geschiedenis
Archeologische vondsten bevestigen dat Beba Veche, of tenminste de omgeving, al sinds de vroege middeleeuwen bewoond wordt. Maar in 1247 werd het tegenwoordige Beba Veche voor het eerst vermeld. Duitse families koloniseerden het zuiden van Beba Veche in 1781. In 1870 werd er in het dorp een Roemeens-orthodoxe kerk gebouwd.

## Geografie
De oppervlakte van Beba Veche bedraagt 94,05 km², de bevolkingsdichtheid is 17 inwoners per km².
De gemeente bestaat uit de volgende dorpen: Beba Veche (Óbéba), Cherestur (Pusztakeresztúr) en Pordeanu (Porgány).

## Demografie
Van de 1603 inwoners in 2002 zijn 976 Roemenen, 573 Hongaren, 19 Duitsers, 30 Roma en 4 van andere etnische groepen. Op 1 januari 2005 telde de gemeente 1602 inwoners, waarvan 797 mannen zijn en 805 vrouwen zijn. Op 31 december 2004 telde Beba Veche 639 huishoudens.
Het dorpje Pordeanu (Porgány) kent 62 inwoners, meest etnische Hongaren. Cherestur/Pusztakeresztur heeft 485 inwoners (377 Hongaren, 70%). De Hoofdkern is in meerderheid Roemeens. 
Onderstaande figuur toont het verloop van het inwoneraantal vanaf 1880.

## Politiek
De burgemeester van Beba Veche is Ioan Bohâncanu (PNL). De gemeente heeft een samenwerkingsband met Rabe uit Servië en Kubekhasza uit Hongarije. De microregio Sânnicolau Mare waar Beba Veche deel uitmaakt heeft een samenwerkingsband met de Hongaarse microregio Makó.

Onderstaande staafgrafiek toont de uitslagen van de gemeenteraadsverkiezingen van 6 juni 2004, naar stemmen per partij. 

## Onderwijs
De gemeente telt 4 basisscholen in Beba Veche, Cherestur en Pordeanu en 2 kinderdagverblijven in Beba Veche en Cherestur.
Balinț · Banloc · Bara · Bârna · Beba Veche · Becicherecu Mic · Belinț · Bethausen · Biled · Birda · Bogda · Boldur · Brestovăț · Cărpiniș · Cenad · Cenei · Checea · Chevereșu Mare · Comloșu Mare · Coșteiu · Criciova · Curtea · Darova · Denta · Dudeștii Noi · Dudeștii Vechi · Dumbrava · Dumbrăvița · Fibiș · Fârdea · Foeni · Gavojdia · Ghilad · Ghiroda · Ghizela · Giarmata · Giera · Giroc · Giulvăz · Gottlob · Iecea Mare · Jamu Mare · Jebel · Lenauheim · Liebling · Lovrin · Margina · Mașloc · Mănăștiur · Moravița · Moșnița Nouă · Nădrag · Nițchidorf · Ohaba Lungă · Orțișoara · Parța · Pădureni · Peciu Nou · Periam · Pietroasa · Pișchia · Racovița · Remetea Mare · Sacoșu Turcesc · Saravale · Satchinez · Săcălaz · Secaș · Sânandrei · Sânmihaiu Român · Sânpetru Mare · Șag · Şandra · Știuca · Teremia Mare · Tomești · Tomnatic · Topolovățu Mare · Tormac · Traian Vuia · Uivar · Valcani · Variaș · Victor Vlad Delamarina · Voiteg